# ريتشارد أيواد
ريتشارد ايوادي (بالإنجليزية: Richard Ayoade)‏ مواليد 23 مايو 1977 في هامرسميث، إنجلترا، هو مخرج وكاتب سيناريو إنجليزي بدأ نشاطه سنة 1998.

## الأعمال
- المراقبة
- أقزام العلب
- المزدوج
- ذا آي تي كراود
- كوميونتي
- إيرلي مان

## وصلات خارجية
- ريتشارد أيواد على موقع IMDb (الإنجليزية)
- ريتشارد أيواد على موقع ألو سيني (الفرنسية)
- ريتشارد أيواد على موقع ميوزك برينز (الإنجليزية)
- ريتشارد أيواد على موقع أول موفي (الإنجليزية)
- ريتشارد أيواد على موقع قاعدة بيانات الأفلام السويدية (السويدية)
- ريتشارد أيواد على موقع إن إن دي بي (الإنجليزية)
- ريتشارد أيواد على موقع ديسكوغز (الإنجليزية)
- ريتشارد أيواد على موقع قاعدة بيانات الفيلم (الإنجليزية)
- ريتشارد أيواد على موقع كينوبويسك (الروسية)